# Gouvernement Khaled Bahah (2)
Pour les articles homonymes, voir Gouvernement Khaled Bahah.
Yémen
Bahah I ben Dagher
Le gouvernement Khaled Bahah II est le gouvernement yéménite en fonction du 13 avril 2015 au 3 avril 2016.

## Historique
Il s'agit d'un gouvernement restreint installé à Riyad et Aden.
Du fait de la situation exceptionnelle que traverse le pays, les ministres sont nommés un à un.
Le 1er décembre 2015, le président Hadi procède à un remaniement. Le remaniement est rejeté par le vice-président, Khaled Bahah. Le commandant du Mouvement du Sud, Salah al-Chanfara, refuse quant à lui sa nomination en tant que ministre des Transports.
Un nouveau remaniement a eu lieu le 10 janvier 2016.
Le 3 avril 2016, Bahah est limogé de son poste de Premier ministre et Ahmed ben Dagher lui succède.

## Composition

### Initiale
- Les nouveaux ministres sont indiqués en gras, ceux ayant changé d'attributions en italique.

| Portefeuille                                                              | Ministre                                                   |
| ------------------------------------------------------------------------- | ---------------------------------------------------------- |
| Premier ministre                                                          | Khaled Bahah,                                              |
| Vice-Premier ministre                                                     | Ahmed ben Dagher (à partir d'08/2015)                      |
| Ministre des Affaires étrangères Ministre de la Santé et de la Population | Riad Yassine                                               |
| Ministre des Affaires sociales                                            | Samira Obeïd                                               |
| Ministre de l'Agriculture                                                 | Ahmed ben Ahmed Maïssari                                   |
| Ministre de la Communication et des Technologies                          | Loutfi Bachrif                                             |
| Vice-ministre de la Défense                                               | Saleh Ali Hassan                                           |
| Ministre des Droits de l'homme                                            | Azz al-Dine al-Asbahi                                      |
| Ministre de l'Énergie et de l'Électricité                                 | Abdallah Mohsen al-Akwa                                    |
| Ministre de l'Enseignement technique et de la Formation professionnelle   | Abderrazak al-Achoual                                      |
| Ministre des Finances                                                     | Mansar al-Kaïti                                            |
| Ministre de l'Information                                                 | Nadia al-Sakkaf                                            |
| Ministre de l'Information                                                 | Azz al-Dine al-Asbahi                                      |
| Ministre de l'Intérieur                                                   | Abd Mohammed Hussein al-Houdheifi (à partir du 26/05/2015) |
| Ministre de la Jeunesse et des Sports                                     | Rafaat al-Akhali                                           |
| Ministre du Pétrole et des Minéraux                                       | Mohammed Nabhan                                            |
| Ministre du Tourisme                                                      | Mouammar al-Iryani                                         |
| Ministre des Transports                                                   | Badr Moubarak Ba-Salama                                    |

### Remaniement du 15 septembre 2015
- Les nouveaux ministres sont indiqués en gras, ceux ayant changé d'attributions en italique.

| Portefeuille                                                            | Ministre                          |
| ----------------------------------------------------------------------- | --------------------------------- |
| Premier ministre                                                        | Khaled Bahah                      |
| Vice-Premier ministre                                                   | Ahmed ben Dagher                  |
| Ministre des Affaires étrangères                                        | Riad Yassine                      |
| Ministre des Affaires sociales                                          | Samira Obeïd                      |
| Ministre de l'Agriculture                                               | Ahmed ben Ahmed Maïssari          |
| Ministre de la Communication et des Technologies                        | Loutfi Bachrif                    |
| Vice-ministre de la Défense                                             | Saleh Ali Hassan                  |
| Ministre des Droits de l'homme                                          | Azz al-Dine al-Asbahi             |
| Ministre de l'Énergie et de l'Électricité                               | Abdallah Mohsen al-Akwa           |
| Ministre de l'Enseignement technique et de la Formation professionnelle | Abderrazak al-Achoual             |
| Ministre des Finances                                                   | Mansar al-Kaïti                   |
| Ministre de l'Information                                               | Azz al-Dine al-Asbahi (intérim)   |
| Ministre de l'Intérieur                                                 | Abd Mohammed Hussein al-Houdheifi |
| Ministre de la Jeunesse et des Sports                                   | Nayef al-Bakri                    |
| Ministre du Pétrole et des Minéraux                                     | Saïf Mohsen Aboud al-Charif       |
| Ministre de la Santé et de la Population                                | Nasser Ba'aom                     |
| Ministre du Tourisme                                                    | Mouammar al-Iryani                |
| Ministre des Transports                                                 | Badr Moubarak Ba-Salama           |

### Remaniement du1erdécembre 2015
- Les nouveaux ministres sont indiqués en gras, ceux ayant changé d'attributions en italique.

| Portefeuille                                                            | Ministre                    |
| ----------------------------------------------------------------------- | --------------------------- |
| Premier ministre                                                        | Khaled Bahah                |
| Vice-Premier ministre                                                   | Ahmed ben Dagher            |
| Vice-Premier ministre                                                   | Abdel Malak al-Mekhlafi     |
| Vice-Premier ministre                                                   | Mohamed Abdelaziz al-Jabari |
| Vice-Premier ministre                                                   | Hussein Arab                |
| Ministre des Affaires étrangères                                        | Abdel Malak al-Mekhlafi     |
| Ministre des Affaires sociales                                          | Samira Obeïd                |
| Ministre de l'Agriculture                                               | Ahmed ben Ahmed Maïssari    |
| Ministre de la Communication et des Technologies                        | Loutfi Bachrif              |
| Vice-ministre de la Défense                                             | Saleh Ali Hassan            |
| Ministre des Droits de l'homme                                          | Azz al-Dine al-Asbahi       |
| Ministre de l'Énergie et de l'Électricité                               | Abdallah Mohsen al-Akwa     |
| Ministre de l'Enseignement technique et de la Formation professionnelle | Abderrazak al-Achoual       |
| Ministre des Finances                                                   | Mansar al-Kaïti             |
| Ministre de l'Information                                               | Mohammed Qabati             |
| Ministre de l'Intérieur                                                 | Hussein Arab                |
| Ministre de la Jeunesse et des Sports                                   | Nayef al-Bakri              |
| Ministre du Pétrole et des Minéraux                                     | Saïf Mohsen Aboud al-Charif |
| Ministre de la Santé et de la Population                                | Nasser Ba'aom               |
| Ministre du Service civique et des Assurances                           | Mohamed Abdelaziz al-Jabari |
| Ministre du Tourisme                                                    | Mouammar al-Iryani          |
| Ministre des Transports                                                 | Mourad al-Halmi             |

### Remaniement du 10 janvier 2016
- Les nouveaux ministres sont indiqués en gras, ceux ayant changé d'attributions en italique.

| Portefeuille                                                               | Ministre                    |
| -------------------------------------------------------------------------- | --------------------------- |
| Premier ministre                                                           | Khaled Bahah                |
| Vice-Premier ministre                                                      | Ahmed ben Dagher            |
| Vice-Premier ministre                                                      | Abdel Malak al-Mekhlafi     |
| Vice-Premier ministre                                                      | Mohamed Abdelaziz al-Jabari |
| Vice-Premier ministre                                                      | Hussein Arab                |
| Ministre des Affaires étrangères                                           | Abdel Malak al-Mekhlafi     |
| Ministre des Affaires sociales                                             | Samira Obeïd                |
| Ministre de l'Agriculture                                                  | Ahmed ben Ahmed Maïssari    |
| Ministre de la Communication et des Technologies                           | Loutfi Bachrif              |
| Vice-ministre de la Défense                                                | Saleh Ali Hassan            |
| Ministre des Droits de l'homme                                             | Azz al-Dine al-Asbahi       |
| Ministre de l'Énergie et de l'Électricité                                  | Abdallah Mohsen al-Akwa     |
| Ministre de l'Enseignement technique et de la Formation professionnelle    | Abderrazak al-Achoual       |
| Ministre d'État Chargé de la Chambre des députés et du Conseil consultatif | Othman Moujali              |
| Ministre d'État Chargé du Dialogue national                                | Yassir al-Roaini            |
| Ministre d'État                                                            | Hani ben Braik              |
| Ministre des Finances                                                      | Mansar al-Kaïti             |
| Ministre de l'Information                                                  | Mohammed Qabati             |
| Ministre de l'Intérieur                                                    | Hussein Arab                |
| Ministre de la Jeunesse et des Sports                                      | Nayef al-Bakri              |
| Ministre de la Justice                                                     | Nahal al-Awlaqi             |
| Ministre du Pétrole et des Minéraux                                        | Saïf Mohsen Aboud al-Charif |
| Ministre de la Santé et de la Population                                   | Nasser Ba'aom               |
| Ministre du Service civique et des Assurances                              | Mohamed Abdelaziz al-Jabari |
| Ministre du Tourisme                                                       | Mouammar al-Iryani          |
| Ministre des Transports                                                    | Mourad al-Halmi             |